# María Rodrigo
María Rodrigo Bellido (ur. 20 marca 1888 w Madrycie, zm. 8 grudnia 1967 w Portoryko) – hiszpańska kompozytorka i pianistka.

## Życiorys
Była cudownym dzieckiem. Uczyła się początkowo muzyki u swojego ojca, Pantaleóna Rodrigo. Studiowała w Madrycie w Królewskim Konserwatorium Muzycznym, uczyła się gry na fortepianie u Joségo Tragó, harmonii u Valentína Arína i kompozycji u Emilia Serrana. 
Dzięki stypendium wyjechała na dalsze studia do Monachium, gdzie zaprzyjaźniła się z Carlem Orffem. Uczyła w madryckim Królewskim Konserwatorium Muzycznym od 1933 roku. Była koncertmistrzynią Teatro Real, a także akompaniowała Miguelowi Flecie podczas jego europejskich występów. Wyjechała z Hiszpanii z siostrą Mercedes podczas hiszpańskiej wojny domowej w 1939 roku najpierw do Szwajcarii, a następnie do Bogoty. Uczyła muzyki w Kolumbii, a następnie w Portoryko. Nie wiadomo dokładnie, czym się zajmowała od 1950 roku; założyła Conservatorio de Música de Puerto Rico z Pau Casalsem w 1959 roku. 

## Twórczość
Pisała m.in. dzieła na orkiestrę, muzykę kameralną, pieśni na chór i orkiestrę, utwory fortepianowe, trzy opery, dwie operetki. Jako jedna z nielicznych kompozytorek hiszpańskich pisała zarzuele. Większość jej prac jest zaginiona. Wybrane dzieła:
- Diana la cazadora(inne języki), zarzuela (premiera w 1915)[4]
- Becqueriana, jednoaktowa opera (1915)[5][4]
- Canción de amor, dzieło sceniczne (1925, zaginione)[5]
- Caprichos de Goya na chór i orkiestrę[2]
- Rimas infantiles, suita[4]
- Sinfonía Tú eres la rosa, yo soy el lirio[1]